# Дочка двох світів
«Дочка двох світів» (англ. A Daughter of Two Worlds) — американська драма режисера Джеймса Янга 1920 року.

## У ролях
- Норма Толмадж — Дженні Мелоун
- Джек Кросбі — Кеннет Гаррісон
- Вірджинія Лі — Сью Гаррісон
- Вільям Ші — Слім Джексон
- Френк Шерідан — Чорний Джеррі Мелоун
- Джозеф В. Смайлі — Сем Конвей
- Гілберт Руні — Гаррі Едвардс
- Чарльз Слеттері — сержант Кейсі
- Е. Дж. Реткліфф — Джон Гаррісон
- Вініфред Гарріс — місіс Гаррісон
- Мілісент Мартін — Глорія Раймон
- Нед Бертон — дядько Джордж